# Montefrío
Montefrío település Spanyolországban, Granada tartományban. Montefrío Alcalá la Real, Íllora, Villanueva Mesía, Loja, Algarinejo, Priego de Córdoba és Almedinilla községekkel határos. Lakosainak száma 5305 fő (2024).

## Népesség
A település népessége az elmúlt években az alábbi módon változott:
| Lakosok száma | 6688 | 6568 | 6446 | 6282 | 6152 | 5806 | 5601 | 5433 | 5336 | 5305 |
|               | 2001 | 2004 | 2006 | 2009 | 2011 | 2014 | 2016 | 2019 | 2021 | 2024 |